# Carrowmore (Donegal)
Der Komplex von Carrowmore (irisch An Cheathrú Mhór) bei Clonmany im County Donegal in Irland ist als das frühklösterliche „Both Chonais“ identifiziert worden. Es befindet sich zwischen Carndonagh und Moville. Carrowmore besteht aus einer Reihe von durch eine Straße unterteilten Denkmälern, die ursprünglich eine Einheit darstellten. Der Platz hat zwei Hochkreuze.

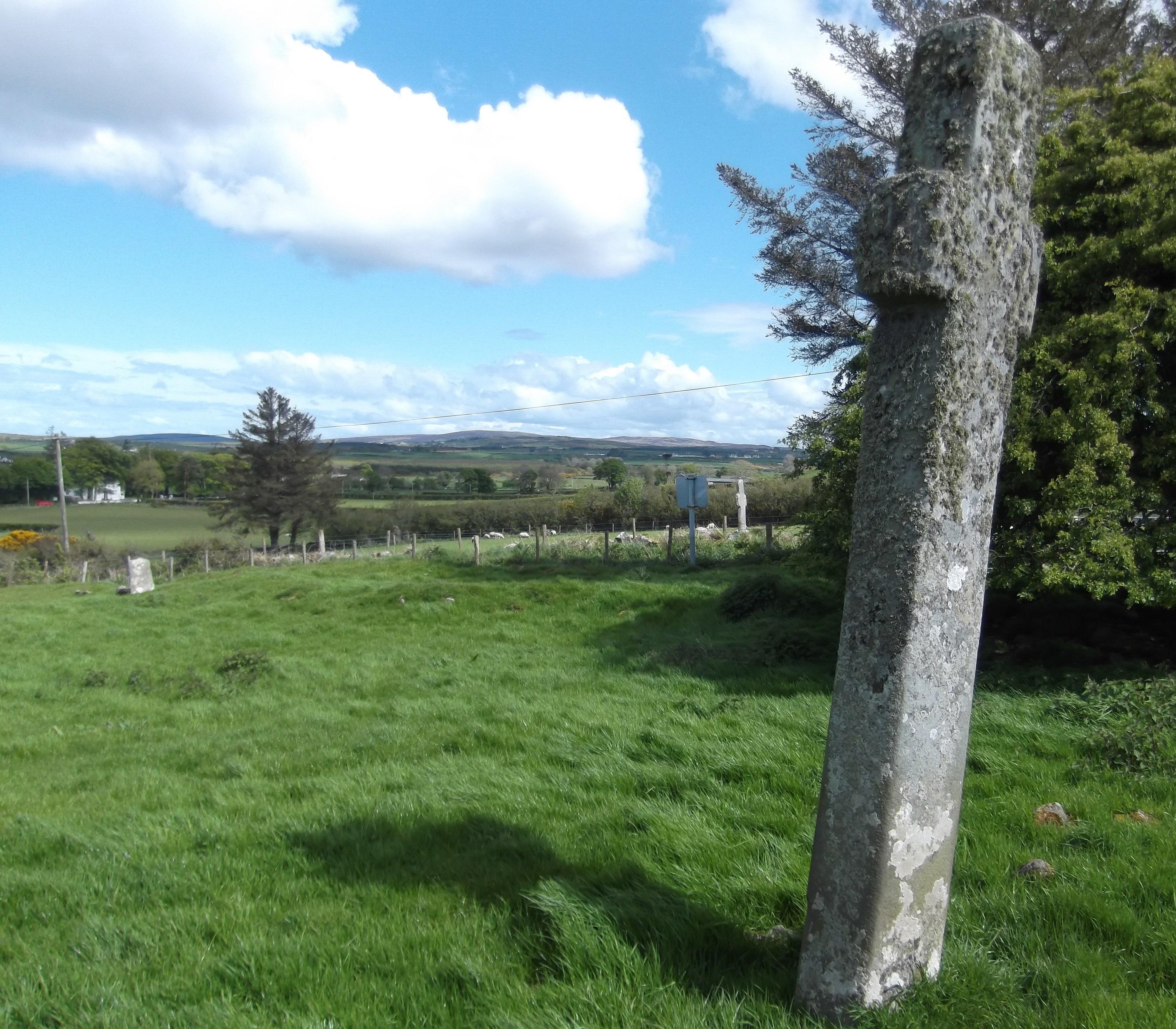
Die Kreuze von Carrowmore – im Vorder- und Hintergrund

## Das Westkreuz
Das Westkreuz liegt in einer rechteckigen Einschließung und ist 3,33 m hoch, mit sehr kurzen Armen und ohne Schnitzerei. Bei diesen ältesten irischen Kreuzen (Cross-Slabs) fehlt noch der Ring, der erstmals im Kreuz von Ahenny (8. Jahrhundert) erscheint.

## Das Ostkreuz
Das 2,87 m hohe und 1,31 m breite Ostkreuz stammt aus dem 10. Jahrhundert. Während die Umrisse des Kreuzes nicht so sauber wie beim Westkreuz ausgeführt sind, ist es auffallend wegen der Schnitzereien auf der Westseite. Sie werden von Ikonographen als Darstellung "Christus in Herrlichkeit" beschrieben. Christus, dessen Arme durch ein langes Gewand verborgen werden, ist auf beiden Seiten von kleinen Engeln flankiert, die ihm ins Ohr zu flüstern scheinen. Dies ist das in Stil und Ausführung primitivste der sechs Kreuze auf Inishowen (siehe Carndonagh und Fahen). In der Nähe liegt ein Felsblock mit einem Bullaun und einem kleinen Kreuz.
Der Zugang zur Einschließung wird durch zwei etwa 1,5 m voneinander entfernte Steinpfosten definiert. Die Einschließung wird nahe dem Nordende von einem Wall unterteilt. In der Nähe der Abteilung liegt ein flacher Felsblock mit einer rechteckigen Eintiefung, vielleicht die Basis für ein weiteres Kreuz und eine Platte mit zwei Querrinnen. In der Nähe der Straße befindet sich eine Platte mit einer Ritzung, die wie ein Schwert neben einem Kreis aussieht.

## Legende
Both Chonais ist angeblich von dem Ehemann von Dareaca, einer Schwester von St. Patrick, gegründet worden.